# Gerolamo Biscaro
Gerolamo Biscaro, talvolta Girolamo B. (Treviso, 29 agosto 1858 – Roma, 20 giugno 1937), è stato un giurista e storico italiano.

## Biografia
Figlio di Antonio e Giovanna Piloni, nel 1880 conseguì la laurea in giurisprudenza all'università di Padova e intraprese l'attività di magistrato dapprima a Treviso, quindi presso il tribunale di Milano e infine alla Corte suprema di cassazione.
Nel 1924 entrò nella Commissione reale per la riforma dei codici, dedicandosi in particolare a quello civile.
Come storico, si è dedicato principalmente alla storia locale: dapprima a livello artistico, collaborando con Luigi Bailo; più tardi agli ambiti sociale e giuridico.